# Alap
Alap – otwierająca sekcja ragi w stylu hindustańskim klasycznej muzyki indyjskiej. Alap jest improwizowany, wykonywany w wolnym tempie bez metrum i bez akompaniamentu (z wyjątkiem tampury). Zarówno w wykonaniu instrumentalnym, jak i wokalnym, ta część ragi może trwać ponad godzinę. Kolejne części ragi to dźor (z wprowadzeniem stałego rytmu) i dźhala (w dhrupadzie nomtom). Niekiedy obie te części utworu traktuje się jako części alapu.
Instrumenty zwykle wykorzystywane do wykonywaniu alapu:
- bansuri
- dilruba
- rebab
- rudra vina
- santur
- sarangi
- saraswati vina
- sarod
- shehnai
- sitar
- skrzypce
- surbahar[1]